# Liste der Palais in Łódź
Die Liste der Stadtschlösser und Palais in Łódź umfasst bestehende Stadtschlösser und -palais in der polnischen Stadt Łódź. Eine Liste mit Burgen und Schlössern in der Woiwodschaft Łódź befindet sich hier:
- Liste der Burgen und Schlösser in der Woiwodschaft Łódź

## Stadtschlösser und Palais
| Name                           | Baujahr  | Baustil         | Zustand       | Bild |
| ------------------------------ | -------- | --------------- | ------------- | ---- |
| Allart-Palais                  | 1885     | Eklektizismus   | Erhalten      |      |
| Anstadt-Palais                 | 1900     | Neoklassizismus | Erhalten      |      |
| Alfred-Biedermann-Palais       | 1910     | Neobarock       | Erhalten      |      |
| Robert-Biedermann-Palais       | 1879     | Neorenaissance  | Erhalten      |      |
| Bischofspalast                 | 1921     | Neoklassizismus | Erhalten      |      |
| Geyer-Palais                   | 1895     | Neorenaissance  | Erhalten      |      |
| Grohman-Palais                 | 1881     | Neorenaissance  | Erhalten      |      |
| Herbst-Palais                  | 1875     | Neorenaissance  | Erhalten      |      |
| Kraftwerks-Palais              | 1910     | Jugendstil      | Erhalten      |      |
| Goldfeder-Palais               | 1891     | Neorenaissance  | Erhalten      |      |
| Haertig-Palais                 | 1895     | Neorenaissance  | Erhalten      |      |
| Heinzel-Palais (Zentrum)       | 1882     | Neorenaissance  | Erhalten      |      |
| Heinzel-Palais (Łagiewniki)    | 1898     | Eklektizismus   | Erhalten      |      |
| Hertz-Palais                   | 1898     | Neorenaissance  | Umgestaltet   |      |
| Hüffer-Palais                  | 1910     | Jugendstil      | Erhalten      |      |
| Jarisch-Palais                 | 1923     | Eklektizismus   | Erhalten      |      |
| Julian-Palais                  | 1885     | Neoklassizismus | Zerstört 1939 |      |
| Keller-Palais                  | 1890     | Neorenaissance  | Erhalten      |      |
| Kern-Palais                    | 1896     | Eklektizismus   | Erhalten      |      |
| Kestenberg-Palais              | 1902     | Jugendstil      | Erhalten      |      |
| Gustaw-Kindermann-Palais       | 1910     | Neorenaissance  | Erhalten      |      |
| Juliusz-Kindermann-Palais      | 1907     | Neorenaissance  | Erhalten      |      |
| Leopold-Kindermann-Palais      | 1903     | Jugendstil      | Erhalten      |      |
| Kiper-Palais                   | vor 1900 | Klassizismus    | Erhalten      |      |
| Kon-Palais                     | 1895     | Neoklassizismus | Erhalten      |      |
| Kopisch-Palais                 | 1824     | Neoklassizismus | Erhalten      |      |
| Kunitzer-Palais                | 1896     | Neoklassizismus | Abgebrannt    |      |
| König-Palais                   | 1887     | Neoklassizismus | Erhalten      |      |
| Juliusz-Lange-Palais           | 1902     | Jugendstil      | Erhalten      |      |
| Reinhold-Lange-Palais          | 1915     | Neoklassizismus | Abgerissen    |      |
| Leonhardt-Palais               | 1900     | Neorenaissance  | Erhalten      |      |
| Lürkens-Palais                 | 1912     | Neobarock       | Erhalten      |      |
| Mauer-Palais                   | 1913     | Historismus     | Erhalten      |      |
| Milsch-Palais                  | 1870     | Eklektizismus   | Erhalten      |      |
| Moniuszki-4-Palais             | ?        | Eklektizismus   | Erhalten      |      |
| Poznański-Sommerpalais         | vor 1890 | Holzschloss     | Abgebrannt    |      |
| Izrael-Poznański-Palais        | 1877     | Eklektizismus   | Erhalten      |      |
| Karol-Poznański-Palais         | 1904     | Neorenaissance  | Erhalten      |      |
| Maurycy-Poznański-Palais       | 1896     | Neorenaissance  | Erhalten      |      |
| Rappaport-Palais               | 1904     | Jugendstil      | Erhalten      |      |
| Rassalski-Palais               | 1925     | Jugendstil      | Erhalten      |      |
| Józef-Richter-Palais           | 1888     | Neorenaissance  | Erhalten      |      |
| Reinhold-Richter-Palais        | 1903     | Neomanierismus  | Erhalten      |      |
| Zygmunt-Richter-Palais         | 1888     | Neorenaissance  | Erhalten      |      |
| Karol-Scheibler-Palais         | 1856     | Neorenaissance  | Erhalten      |      |
| Scheibler-Palais               | 1844     | Neorenaissance  | Erhalten      |      |
| Schreer-Palais                 | 1893     | Neorenaissance  | Erhalten      |      |
| Robert-Schweikert-Palais       | 1910     | Eklektizismus   | Erhalten      |      |
| Schweikert-Palais              | um 1900  | Neoklassizismus | Erhalten      |      |
| Stefanus-Palais                | 1900     | Jugendstil      | Erhalten      |      |
| Steinert-Palais                | 1909     | Neorenaissance  | Erhalten      |      |
| Stiller-Palais                 | 1891     | Neorenaissance  | Erhalten      |      |
| Stadtkreditgesellschaft-Palais | 1878     | Klassizismus    | Erhalten      |      |
| Światłowski-Palais             | vor 1900 | Holzpalais      | Erhalten      |      |
| Wiwe-Palais                    | 1890     | Neorenaissance  | Erhalten      |      |
| Wyss-Palais                    | 1890     | Jugendstil      | Erhalten      |      |